# Агнес фон Клеве
Агнес фон Клеве (на немски: Agnes von Kleve; * 1232 в Клеве; † 1 август 1285) е графиня от Клеве и чрез женитби господарка на Липе-Реда и на Дипхолц.
Тя е дъщеря на граф Дитрих IV фон Клеве († 1260) и втората му съпруга маркграфиня маркграфиня Хедвиг фон Майсен († 1249) от род Ветини, дъщеря на маркграф Дитрих фон Майсен († 1221) и Юта Тюрингска († 1235).

## Фамилия
Агнес фон Клеве се омъжва 1260 г. за Бернхард IV от Липе († 1275). Те имат децата:
- Симон I (1261 – 1344), женен за графиня Аделхайд фон Валдек († 1339/1342)
- Елизабет (* ок. 1273; † 1325)), омъжена за граф Хайнрих III фон Золмс-Браунфелс († 1311/1312)
- Агнес († сл. 1344), омъжена за Ведекинд фон Шалксберг († 1351)

Агнес фон Клеве се омъжва втори път 1275 г. за Рудолф II фон Дипхолц († 1303/1304). Бракът е бездетен.
Рудолф II фон Дипхолц се жени втори път сл. 1 август 1285 г. за принцеса Марина Валдемарсдотер Шведска († сл. 1299), дъщеря на крал Валдемар от Швеция († 1302) и принцеса София Датска († 1286). Бракът е бездетен.